# Coleoxestia atrata
Coleoxestia atrata är en skalbaggsart som först beskrevs av Pierre Émile Gounelle 1909. Coleoxestia atrata ingår i släktet Coleoxestia och familjen långhorningar, Cerambycidae. Inga underarter finns listade i Catalogue of Life.